# Inna Schewtschenko

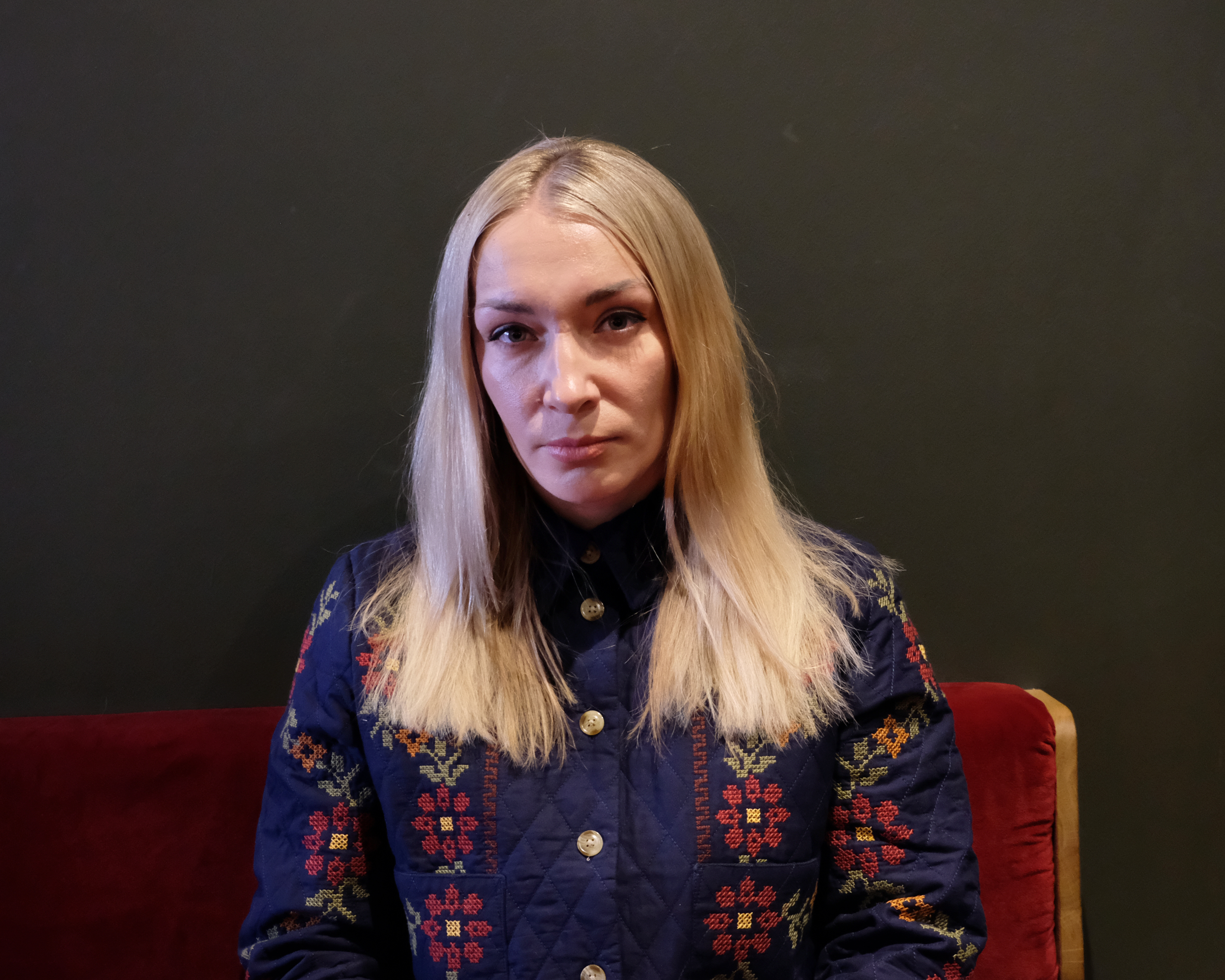
Inna Schewtschenko (2025)

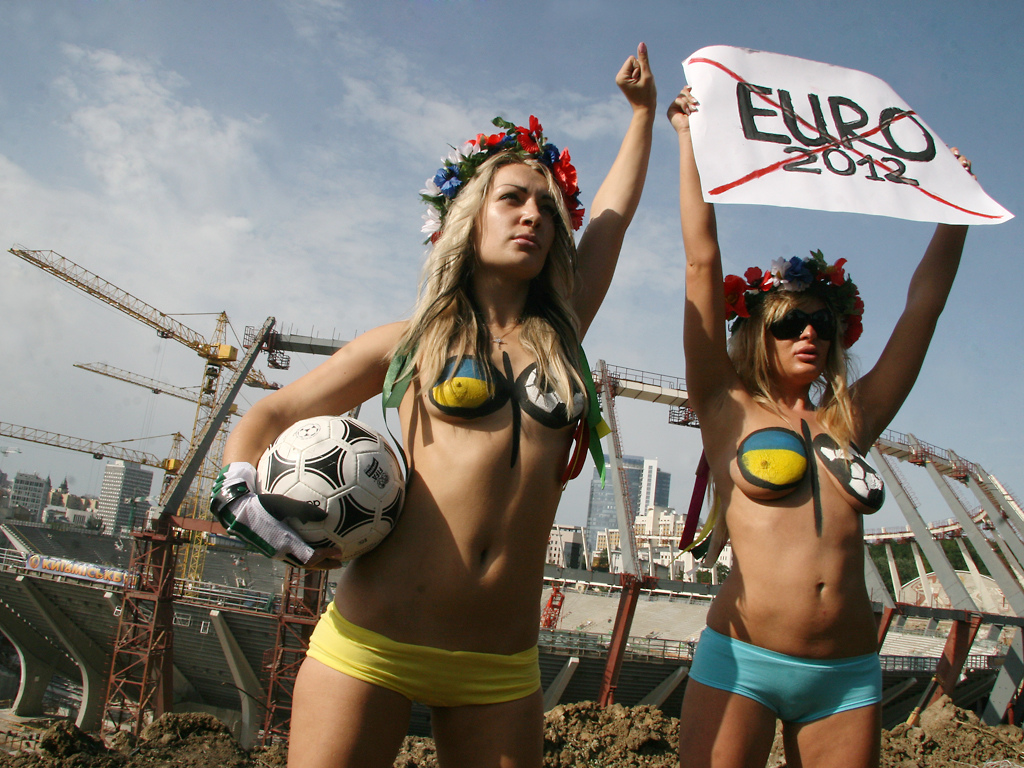
Inna Schewtschenko bei einer Demonstration gegen die Fußball-Europameisterschaft 2012 in der Ukraine

Inna Schewtschenko (ukrainisch Інна Шевченко; anhörenⓘ; * 23. Juni 1990 in Cherson, Ukrainische SSR, Sowjetunion) ist eine prominente Aktivistin der ukrainischen feministischen Gruppe Femen. Im April 2013 erhielt sie in Frankreich politisches Asyl.

## Leben
Schewtschenko wurde als Tochter eines Offiziers geboren und wuchs in Cherson auf. Von 2008 bis 2012 studierte sie Journalistik an der Taras-Schewtschenko-Universität in Kiew. 2009 schloss sie sich Femen an. Bei einer Protestaktion der Gruppe in der belarussischen Hauptstadt Minsk wurde Schewtschenko, gemeinsam mit zwei anderen Aktivistinnen, im Dezember 2011 von Angehörigen des belarussischen Geheimdienstes KGB verhaftet, misshandelt und mit dem Tode bedroht.
Am 17. August 2012 fällte Schewtschenko, nur mit roten Hotpants bekleidet, im Rahmen einer Solidaritätsaktion mit der russischen Band Pussy Riot mit einer Motorsäge ein großes Holzkreuz im Zentrum von Kiew, angeblich als Protest gegen die russisch-orthodoxe Kirche. Allerdings war dieses Kreuz von der griechisch-katholischen Kirche zum Gedenken an die Opfer der Stalinschen Repressionen aufgestellt worden. Die ukrainischen Behörden ermittelten daraufhin gegen Schewtschenko sowie andere an der Aktion beteiligte Aktivistinnen. Am 5. September 2012 wurde auf der Femen-Webseite berichtet, Schewtschenko habe die Ukraine verlassen und halte sich nun in Frankreich auf. Sie sei in der Ukraine einer andauernden Überwachung durch den Geheimdienst SBU ausgesetzt gewesen und man habe ihre Verhaftung befürchtet.
Schewtschenko war im Herbst 2012 maßgeblich an der Gründung eines „Trainingszentrums“ von Femen in Paris beteiligt. Während eines Live-Interviews mit dem arabischsprachigen katarischen Fernsehsender Al Jazeera entblößte sie im Oktober 2012 ihren Oberkörper, worauf die Bildübertragung unterbrochen wurde.
Am 8. Juli 2013 erklärte Femen auf ihrer Webseite, die zuständigen französischen Behörden hätten Schewtschenko bereits am 9. April politisches Asyl gewährt, weil sie in ihrem Heimatland strafrechtlich verfolgt werden könnte. Als am 14. Juli 2013 eine neue französische Briefmarke mit dem Bildnis der französischen Nationalfigur Marianne präsentiert wurde, gaben die beiden Designer Olivier Ciappa und David Kawena an, auch das Aussehen Schewtschenkos habe sie „inspiriert“.
Als Schewtschenko am 14. Februar 2015 an einer Podiumsdiskussion in einem Kopenhagener Kulturzentrum zum Thema „Kunst, Gotteslästerung und Meinungsfreiheit“ teilnahm, kam es zu einem islamistisch motivierten Anschlag auf die Teilnehmer der Veranstaltung, indem mittels automatischer Waffen durch die Fenster geschossen wurde. Schewtschenko konnte jedoch durch den Hinterausgang unverletzt entkommen.
Auf der Diagonale feierte am 28. März 2025 der Dokumentarfilm Girls & Gods von Arash T. Riahi und Verena Soltiz Premiere, dessen Protagonistin Schewtschenko ist. Der Film beruht auf einer Idee Schewtschenkos, die auch für das Drehbuch verantwortlich zeichnete. Er behandelt das Thema Feminismus und monotheistische Religionen und thematisiert auch das Attentat in Kopenhagen im Jahr 2015.